# Plouégat-Moysan
Plouégat-Moysan (tiếng Breton: Plegad-Moezan) là một xã của tỉnh Finistère, thuộc vùng Bretagne, miền tây bắc Pháp.

## Dân số
Người dân ở Plouégat-Moysan được gọi là Plouégatais.